# Pfarrkirche Oberperfuss

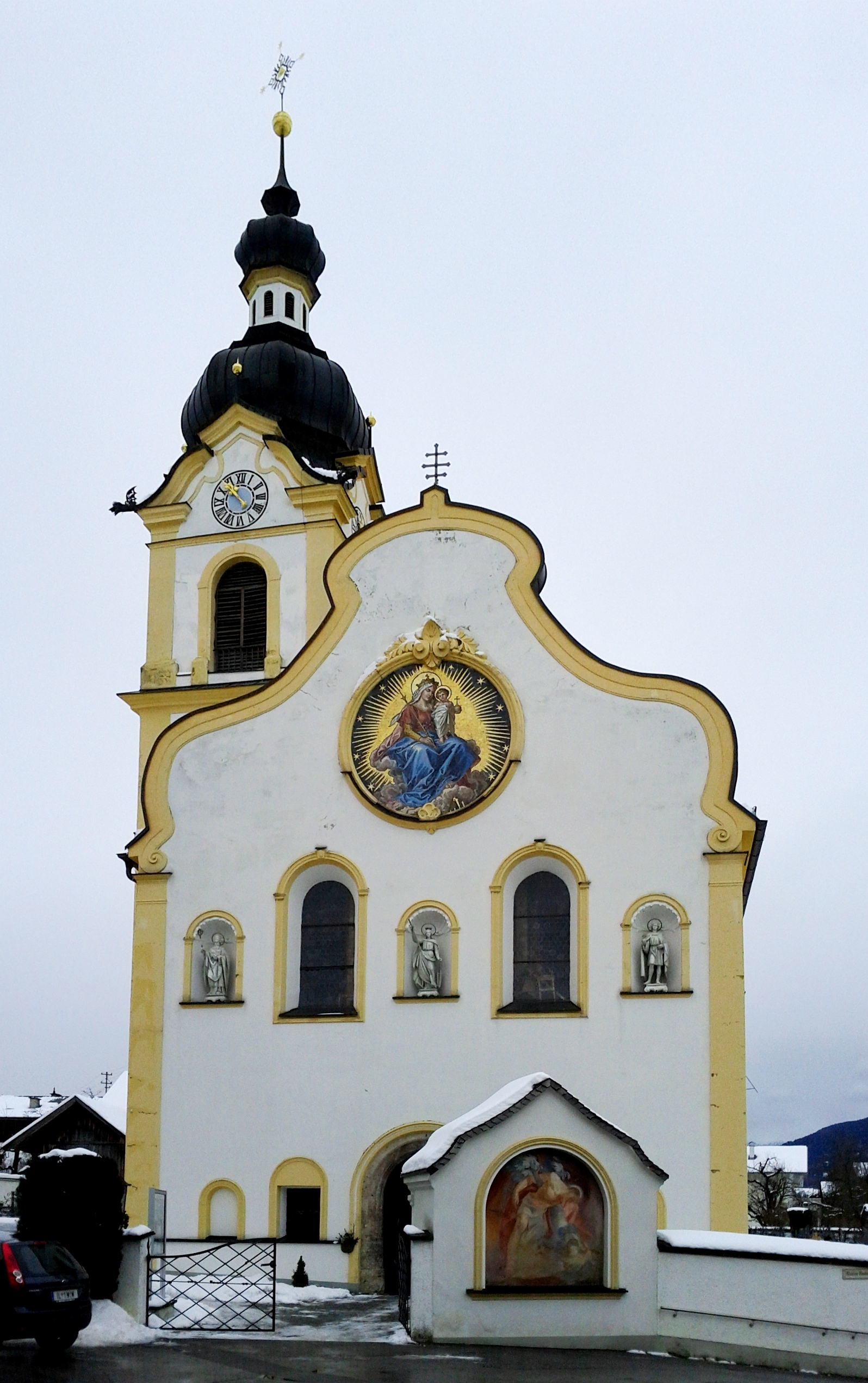
Katholische Pfarrkirche hl. Margareta in Oberperfuss

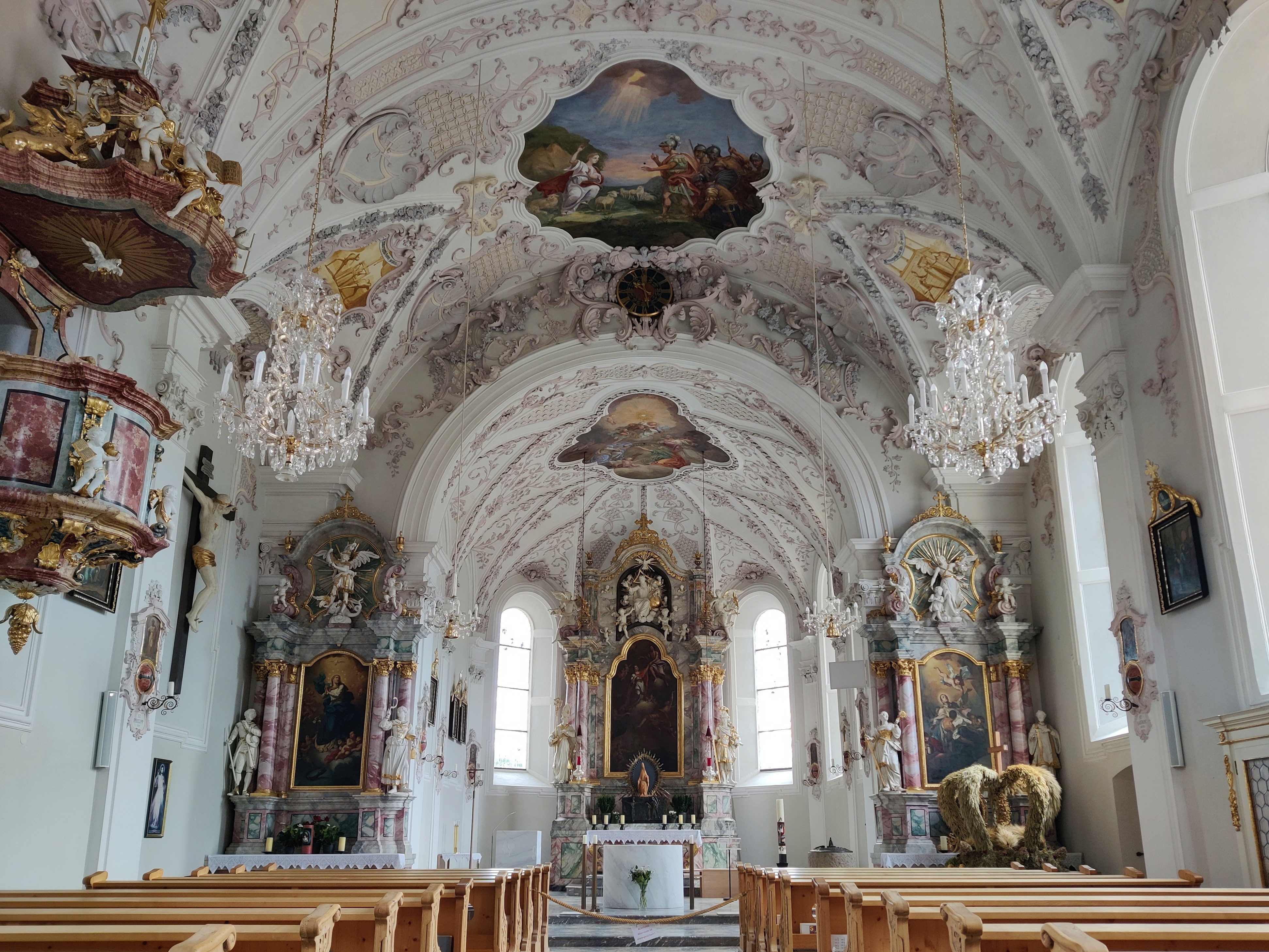
Langhaus, Blick zum Chor

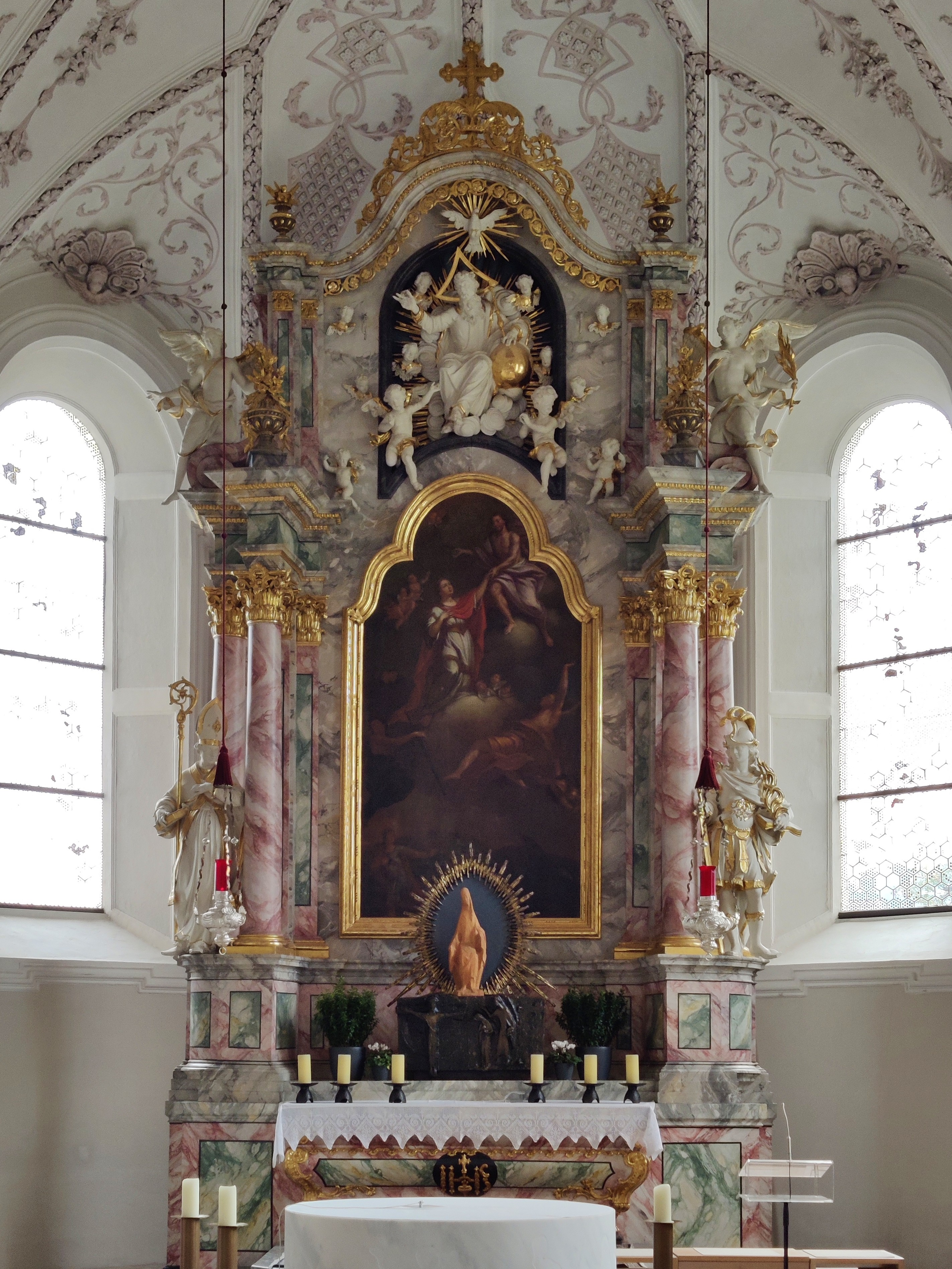
Altar

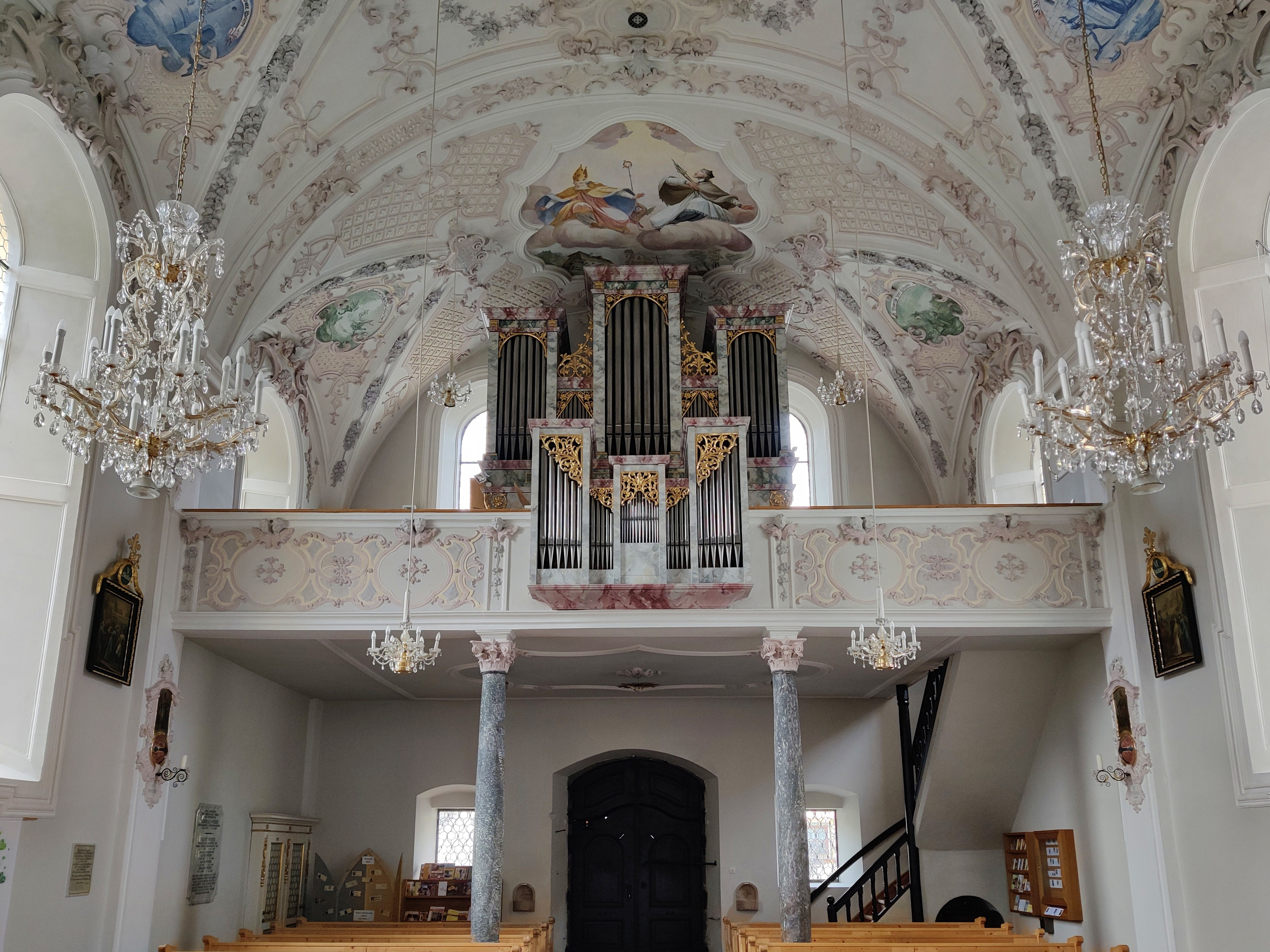
Empore, Orgel

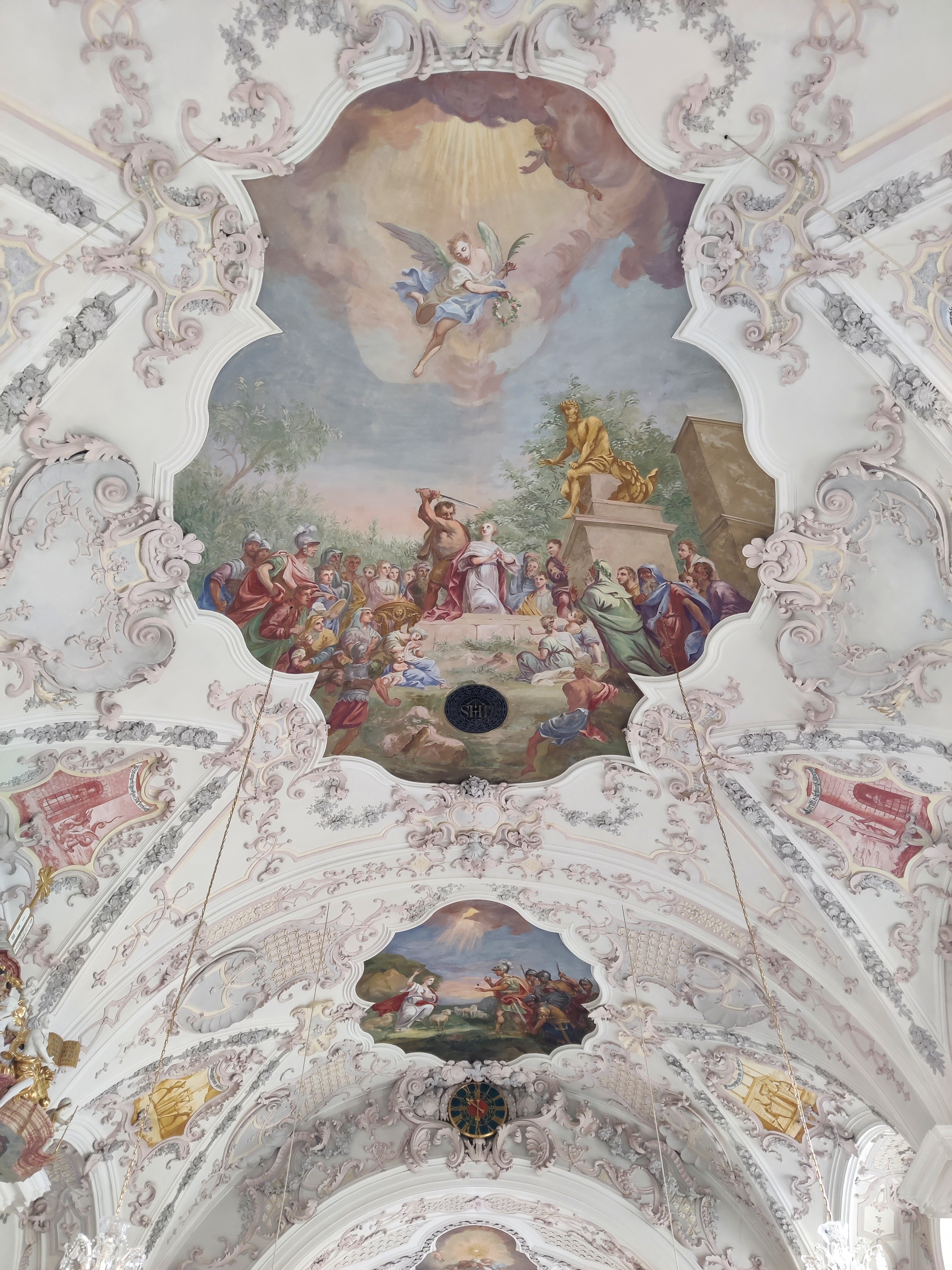
Deckenfresko

Die  Pfarrkirche Oberperfuss steht in Riedl in der Gemeinde Oberperfuss im Bezirk Innsbruck-Land im Bundesland Tirol. Die dem Patrozinium hl. Margareta unterstellte römisch-katholische Pfarrkirche gehört zum Dekanat Axams in der Diözese Innsbruck. Die Kirche und der Friedhof stehen unter Denkmalschutz (Listeneintrag).

## Geschichte
Urkundlich wurde 1391 eine Kirche genannt. An der Stelle einer spätgotischen Kirche wurde 1729 ein Kirchenneubau nach den Plänen des Baumeisters Gallus Gratl erbaut und 1734 geweiht. Die Kirche wurde 1891 zur Pfarrkirche erhoben. 1970 war eine Innenrestaurierung.

## Architektur
Der barocke Saalbau mit einem mächtigen Nordturm ist von einem Friedhof umgeben.
Der im Kern gotische Turm an der Langhausnordseite trägt ein durch Gesimse abgesetztes barockes Glockengeschoß mit rundbogigen Schallfenster, er trägt auf geschweiften Kompositgiebeln Wasserspeier und eine Zwiebelhaube mit Laterne. Der leicht eingezogene Chor hat einen polygonalen Schluss. Der zweigeschoßige Sakristeianbau steht nordseitig am Turm und am Chor. Das Langhaus zeigt eine barocke Westfront mit einem geschweiften Giebelabschluss mit zwei Rundbogenfenstern zwischen kleineren Figurennischen, ein Mosaikmedaillon Maria mit Kind entstand im Ende des 19. Jahrhunderts. Das spätgotische gekehlte Westportal ist rundbogig. Die Sonnenuhr am Langhaus schuf der Geograph Peter Anich um 1750.
Das Kircheninnere zeigt ein vierjochiges Langhaus und einen einjochigen Chor mit einem Fünfachtelschluss, beide unter Tonnengewölben mit Stichkappen auf einer Pilastergliederung der Wände, die Fenster sind rundbogig. Das Langhausjoch vor dem Chor ist seitlich um eine Pfeilerbreite erweitert. Des Westempore steht auf schlanken Stützen. Der Chorbogen ist rundbogig. Die ehemalige Katharinenkapelle und heutige Taufkapelle im Turmerdgeschoß ist kreuzgratgewölbt und rundbogig zum Langhaus geöffnet.
Reiche Laub-Bandlwerk-Stukkaturen um 1730 schmücken die Gewölbe, die Fensterbekrönungen und den Chorbogen. Die Gewölbemalereien in Medaillons schuf der Maler Franz Altmutter im Ende des 18. Jahrhunderts, die Malerei wurde 1970 freigelegt, sie zeigen im Chor Glaube, Liebe und Hoffnung und die Verherrlichung der Eucharistie, im Langhaus hl. Wendelin, Martyrium der hl. Margareta, hl. Erhard und hl. Johannes Nepomuk, sowie Monochrombilder der Margaretenlegende in den Stichkappen.

## Ausstattung
Die Altäre entstanden um 1734. Die Figuren der Seitenaltäre schuf der Bildhauer Gregor Fritz.
Das Orgelgehäuse schuf Franz Weber 1867, das Dekor wurde 1967 reduziert, das Brüstungspositiv schuf Reinisch-Pirchner 1967.

## Grabdenkmäler
- Grabstein des Kartographen Peter Anich 1766.